# Nove, Lohvîțea
Nove (în ucraineană Нове) este un sat în comuna Luțenkî din raionul Lohvîțea, regiunea Poltava, Ucraina.

## Demografie
Componența lingvistică a localității Nove
     Ucraineană (98,31%)
     Rusă (1,69%)
Conform recensământului din 2001, majoritatea populației localității Nove era vorbitoare de ucraineană (98,31%), existând în minoritate și vorbitori de rusă (1,69%).